# 積遜五人組
杰克逊五人組（又名或），前名杰克逊兄弟 (The Jackson Brothers)，是美國一支來自印第安纳州加里的前流行音樂樂團，由杰克逊家族的五名親生兄弟積奇、蒂圖、謝明、米高和馬龍組成，活躍於1966年至1990年。他們的音樂類型包括R&B、靈魂、流行，和後期加入的迪斯可。在摩城唱片公司短短6年，傑克森五人組已成為1970年代最強大的流行尖端。

## 历史

### 摩城唱片公司時期
1960年代中期，傑克森五兄弟傑基、提托、傑梅因、馬龍和麥可在父親的組織下成立了演唱藍調音樂的《傑克森五人組》﹝The Jackson 5﹞。這個組合以麥可作為主唱。
父親喬·傑克森每到週末就會開車送孩子們去參加俱樂部和酒吧的演唱，漸漸的在美國中西部地區迅速崛起，甚至在紐約哈萊姆的阿波羅劇院舉行的業餘歌唱比賽中也獲得了成功。（據說如果他們演出失敗就會遭到父親的打罵。）
1967年，傑克森五人組與本地的鋼城唱片公司（Steeltown Records）簽訂了第一張唱片合約，並且有了一支地區打榜歌曲《Big Boy》。
傑克森五人組在1968年由葛蕾蒂絲·奈特與種子合唱團和「Bobby Taylor & the Vancouvers」發掘，並把他們帶進摩城唱片（Motown Records）。1969年，唱片公司總裁貝瑞·高蒂（Berry Gordy）將他們從鋼城唱片公司買出，樂團正式簽約摩城唱片公司。高蒂隨即把傑克森家庭遷到洛杉磯，並開始了他的造星計劃。1969年秋，傑克森五人組由黛安娜·羅斯（Diana Ross）引薦給公眾，並在摩城的大型娛樂節目中首次表演。
樂團的前4支單曲 I Want You Back（1969年）、ABC（1970年）、The Love You Save（1970年）、及I'll Be There（1970年）先後成為冠軍單曲。後來的打榜歌曲還包括："Mama's Pearl"（1970年）、"Never Can Say Goodbye"（1971年）、"Lookin' Through The Windows"（1972年）、"Get It Together"（1973年）和"Dancing Machine"（1974年）。
傑克森五人組的大部分打榜歌曲都由摩城公司製作，動用了眾多的歌曲作者和唱片製作人，包括貝瑞·高蒂、弗雷迪·佩倫﹝Freddie Perren﹞、埃爾豐祖·米澤爾﹝Alphonzo Mizell﹞和狄克·理查茲﹝Deke Richards﹞等。
在摩城唱片公司，傑克森五人組共發行了14張專輯。並且讓主唱麥可發行了4張個人專輯。
與此同時，傑克森一家的經濟狀況已經大為改善，也搬進了高級住宅區中的雙層別墅，父親喬還蓋了私家錄音室給孩子們練唱使用。
1972年11月，傑克森5人組開始了國際性巡迴演出，包括英國、西德、義大利、法國、印度、日本以及澳洲、非洲等地。
1973年，兄弟當中的傑曼·傑克森，和摩城唱片創始人貝瑞·高迪的女兒：黑澤爾·高迪（Hazel Gordy）結婚。

### 埃佩克唱片公司時期
1976年，傑克森兄弟與哥倫比亞唱片公司簽訂了協議，先加入費城國際部，後來又轉到該唱片公司旗下的埃佩克唱片公司（Epic Records）。與哥倫比亞廣播電台的所簽的新協議，給他們提供了更具創造性的自由空間和更多的版稅收入，這是摩城唱片公司所不能比擬的。
然而離開摩城唱片公司，他們便失去了使用「傑克森五人組」的名字以及標誌的權利，再加上傑曼娶了貝瑞·高蒂的女兒黑茲爾·高蒂後，他選擇了留在摩城公司做歌手。樂團被迫改名「傑克森樂團」（The Jacksons），並且讓蘭迪頂替了傑梅因在樂團中的位置。
傑克森兄弟繼續了他們的輝煌，在1976年到1984年間，他們不斷參加巡迴演出，並且發行了6張專輯。這段時期的打榜歌曲有Enjoy Yourself（1976年）、Show You The Way To Go（1976年）、Find Me A Girl （1977年）、Blame It On The Boogie（1978年）、Shake Your Body (Down To The Ground)（1979年）、Can You Feel It?（1980年）、This Place Hotel（1980年）、Torture（1984年）和State of Shock（1984年）。
1982年底傑曼發行在摩城唱片的最後一張個人專輯Let Me Tickle Your Fancy後歸隊，樂團人數隨即增加到6人。

#### 馬龍與麥可退出
1984年馬龍與麥可宣佈脫離團體獨立發展，傑克森樂團人數減為4人，即傑奇，狄托，傑曼與蘭迪。1985年錄製慈善唱片天下一家（We Are The World）時6人短暫重聚，1989年5月傑克森樂團發行了最後一張專輯2300 Jackson Street，同名主打歌曲是六兄弟間的最後一次合作。專輯其餘歌曲多數由傑曼主唱。其中歌曲If You'd Only Believe曾在1994年的The Jackson Family Honors電視節目秀上由傑克森家族全體成員合唱。1990年以後團體實際上已經解散。

## 成員
| 成員                                | 活躍年代             | 樂器               | 附注                                   |
| ----------------------------------- | -------------------- | ------------------ | -------------------------------------- |
| 傑奇·傑克森 (Jackie Jackson)        | 1964–1990            | 和聲               |                                        |
| 狄托·傑克森 (Tito Jackson，已殁)    | 1964–1990            | 吉他，和聲         |                                        |
| 傑曼·傑克森 (Jermaine Jackson)      | 1964–1975, 1984–1990 | 貝斯吉他，第二主唱 | 1975年退出之後與Hazel Gordy結婚        |
| 馬龍·傑克森 (Marlon Jackson)        | 1964–1984            | 和聲               | 1984年退出，在房地產業進行發展         |
| 麥可·傑克森 (Michael Jackson，已殁) | 1964–1984            | 主唱               | 1984年退出作獨立發展                   |
| 蘭迪·傑克森 (Randy Jackson)         | 1972,1975–1990       | 鍵盤、打擊、和聲   | 於1975年樂團改名為"The Jacksons"後加入 |

## 專輯
只包含主要專輯，所列專輯均沒有官方的中文名稱，以下翻譯名稱僅供參考。

### 由摩城唱片發行 (The Jackson 5時期)
| 發行年月       | 專輯名稱                                                        | 美國銷量 | 全球銷量 |
| -------------- | --------------------------------------------------------------- | -------- | -------- |
| 1969年12月     | Diana Ross Presents The Jackson 5（戴安娜羅斯推薦傑克森五人組） | 40萬     | 50萬     |
| 1970年5月      | ABC（ABC）                                                      | 41萬     | 57萬     |
| 1970年9月      | Third Album（第三張專輯）                                       | 47萬     | 60萬     |
| 1970年10月     | Christmas Album（耶誕節專輯）                                   | -        | 35萬     |
| 1971年4月      | Maybe Tomorrow（也許是明天）                                    | 32萬     | 39萬     |
| 1971年9月      | Goin' Back To Indiana（重返印第安那）                           | 21萬     | 26萬     |
| 1971年12月27日 | Greatest Hits（精選輯）                                         | -        | 90萬     |
| 1972年5月      | Lookin' Through The Windows（望穿窗口）                         | 29萬     | 35萬     |
| 1973年3月      | Skywriter（天空書寫者）                                         | 18萬     | 28萬     |
| 1973年9月      | Get It Together（振作起精神）                                   | 14萬     | 20萬     |
| 1973年10月     | In Japan!（在日本！）                                           | -        | -        |
| 1974年9月      | Dancing Machine（跳舞機器）                                     | 20萬     | 26萬     |
| 1975年5月      | Moving Violation（違章行駛）                                    | 13萬     | 16萬     |
| 1976年10月     | Joyful Jukebox Music（歡樂地點唱機音樂）                        | 12萬     | 20萬     |
| 1979年1月      | Boogie（布吉舞）                                                | 3.8萬    | 3.9萬    |

### 由Epic發行（The Jacksons時期）
| 發行年月   | 專輯名稱                               | 美國銷量 | 全球銷量                    |
| ---------- | -------------------------------------- | -------- | --------------------------- |
| 1976年11月 | The Jacksons（傑克森樂團）             | 黃金     | 待定                        |
| 1977年10月 | Goin' Places（遊歷天下）               | -        | 待定                        |
| 1978年12月 | Destiny（命運）                        | 白金     | 18萬                        |
| 1980年7月  | Triumph（凱旋）                        | 白金     | 19萬                        |
| 1981年10月 | The Jacksons Live!（傑克森樂團現場！） | 黃金     | 待定                        |
| 1984年7月  | Victory（勝利）                        | 2x 白金  | 70萬 （页面存档备份，存于） |
| 1989年5月  | 2300 Jackson Street（2300傑克森街）    | -        | 待定                        |

## 外部連結
- 積遜五人組在互联网电影资料库（IMDb）上的資料（英文）